# 영천 은해사 백흥암 극락전
영천 은해사 백흥암 극락전(永川 銀海寺 百興庵 極樂殿)은 대한민국 경상북도 영천시 청통면 치일리, 은해사 백흥암에 있는 조선시대의 건축물이다. 1984년 7월 5일 대한민국의 보물 제790호로 지정되었다.

## 개요
백흥암은 은해사에 속한 암자로 신라말에 지은 것으로 전한다. 조선 명종 1년(1546) 인종의 태실(胎室)을 팔공산에 모시게 되자 백흥암을 수호사찰로 정하고 크게 고쳤다고 한다.
극락세계를 상징하는 아미타삼존불을 모시고 있는 극락전은 인조 21년(1643)에 지은 것으로 지금 있는 건물은 그 뒤로 여러 차례 수리한 것이다. 규모는 앞면 3칸·옆면 3칸이며 지붕은 옆면에서 볼 때 여덟 팔(八)자 모양을 한 팔작지붕이다. 지붕 처마를 받치기 위해 기둥 위부분에 장식하여 짜은 구조가 기둥 위뿐만 아니라 기둥 사이에도 있다. 이를 다포 양식이라 하는데 재료의 형태와 짜임이 조선시대의 옛 수법을 잘 갖추고 있다.
안쪽 천장은 가운데를 높이고 주변을 낮게 만들어 층을 이루게 꾸몄으며, 불상을 올린 불단(수미단)은 조각이 매우 특이하고 우수하여 보물 제486호 영천 은해사 백흥암 수미단으로 지정되어 있다

## 같이 보기
- 영천 은해사 백흥암 수미단 (보물 제486호)

## 참고 자료
- 영천 은해사 백흥암 극락전 - 국가유산청 국가유산포털